# 縁覚
縁覚（えんがく、サンスクリット： pratyeka-buddha、パーリ語：paccekabuddha）とは、修行者の性質や修行の階位を示す仏教用語で、性質としては仏の教えによらずに独力で十二因縁を悟り、それを他人に説かない聖者（無師独悟）を指す。階位としては菩薩の下、声聞とされる。縁覚は寂静な孤独を好むために、説法教化をしないとされる。辟支仏（びゃくしぶつ）や鉢剌医迦仏陀と音写し、師なくしてひとりで悟るので独覚（どっかく）ともいう。この名称の使用例はジャイナ教にもある（後述）。
縁覚の境地を縁覚地、十二因縁を観じてさとりを開く教えを縁覚乗、縁覚の道を説いた教えを縁覚蔵、縁覚の起こす菩提心を縁覚菩提という。

## 起源
辟支仏の起源はよくわかっていないが、仏教外部から取り込まれたものとの説がある。これに関して藤田宏達は、ジャイナ教白衣派の聖典語であるアルダ・マガダ語の辞書によると、ジャイナ教文献では patteya-buddha ないし patteka-buddha という語が仏教の辟支仏と類似した意味に用いられていることを指摘している。仏教の辟支仏がジャイナ教の影響によるものだとは考えにくく、この語は当時のインドで広く用いられた、もしくは沙門の間で通用していたものであったかもしれないと藤田は推察している。
初期仏教においては、3つの乗 (仏教)（ヤナ）で区分していた。
1. 声聞乗（śrāvakayāna）
2. 縁覚乗 Pratyekabuddhayāna）
3. 大乗（Mahāyāna）

## 初期仏教
釈迦は成道直後、アージーヴィカ教徒の修行者ウパカに対して、自らの悟りが無師独覚であることを宣言している。

Sabbābhibhu sabbavidu’hamasmi

Sabbesu dhammesu anūpalitto,

Sabbañjaho taṇhakkhaye vimutto
Sayaṃ abhiññāya kamuddiseyyaṃ.
私はすべてのものに打ち勝ち、すべてのことを知った。

私はあらゆる（心の）汚れから解放された。すべてを捨てて、渇愛を滅尽し、解脱に達した。

自らで覚ったため、誰を師匠として仰ぐべきであろうか。
—パーリ仏典, 律蔵犍度, 大犍度, 38 Mahakkhandhakaṃ, Sri Lanka Tripitaka Project 

## 部派仏教
倶舎論巻第十二では、独覚には部行（ぶぎょう）独覚と麟角喩（りんかくゆ）独覚の2種があるとする。部行独覚と麟角喩独覚は説一切有部の論書に説かれるもので、前者は仲間を組んで修行する独覚、後者は修行の伴侶をもたずに独りでいる独覚を麒麟の一本の角に喩えたものである。部行独覚は、先に声聞であった時に不還果までを得た人が阿羅漢果を証する時に仏の教導を離れて独り自ら覚るのをいう。麟角喩独覚は、独居して100大劫の間に善根功徳を積んで独り覚る者をいう。麟角喩独覚に相当するものはパーリ上座部にもある。初期教典『スッタニパータ』の「犀の角」（33-75）では、独りで覚る人の生活がサイの角に譬えられ、この詩頌の示すところは部派教典において辟支仏に結びつけられた。

## 大乗仏教
八千頌般若経などの般若経典では、声聞・独覚と呼ばれる修行者は菩薩大士と対置されるものとして言及されることが多く、その三つの教法を声聞乗・独覚乗・菩薩乗と呼ぶのが通例である。
縁覚と声聞をあわせて二乗という。大乗仏教においては、声聞乗と縁覚乗の二乗は小乗の立場を表し、大乗（菩薩乗）よりも劣るとされる。縁覚としての階位を辟支仏地と呼び、支仏地と略す。辟支仏地は、三乗を通じて10に分けた仏者の階位（通教の十地）において第八に位するとする。
天台の教義では、十二因縁を観じて迷いを断ち理法をさとる縁覚を「仏の世」のことであるとし、飛花落葉（ひけらくよう）などの天地自然の変化といった外縁によってさとる縁覚を「無仏の世」のことであるとする。天台の教義では後者を独覚とする。この三乗すべてが一乗（一仏乗）に帰すことが強調される。縁覚と声聞はそれぞれ、天台教学で体系化された十界の一つにも数えられる。